# Куртич (город)
Курти́ч (рум. Curtici; венг. Kürtös; нем. Kurtitsch) — город на западе Румынии, в жудеце Арад.

## География
Расположен в 21 км к северу от города Арад, примерно в 8 км от границы с Венгрией. Расстояние до Бухареста составляет около 429 км. Высота города над уровнем моря — 110 м. Среднегодовая температура составляет 10,8°С.

## История
Первое упоминание в письменных источниках относят к началу XVI века. 
Куртич приобрёл статус города в 1968 году.

## Население
По состоянию на 2009 год население города составляет 8128 человек. По данным прошлой переписи 2002 года население насчитывало 9722 человека. Этнический состав на тот период был представлен румынами (69,69 %), венграми (19,07 %), цыганами (10,68 %), немцами (0,19 %) и другими национальностями. 74,11 % населения считали родным языком румынский и 19,03 % — венгерский.
Динамика численности населения:
| 1977   | 1992 | 2002 | 2011 |
| ------ | ---- | ---- | ---- |
| 11 104 | 9987 | 9762 | 6849 |